# Pán a paní Andrewsovi
Pán a paní Andrewsovi (anglicky Mr and Mrs Andrews) je dvojportrét od anglického malíře Thomase Gainsborougha.  Jde o portrét mladého manželského páru venkovských šlechticů, který vznikl roku 1749 nebo 1750. Je zdařilou kombinací dvou častých dobových žánrů: dvojportrétu a krajinomalby. Obraz patřil až do roku 1960 rodině portrétovaných a byl dlouho poměrně málo znám. Vystavovat se začal až roku 1927, poté však rychle získal významné postavení a patřil mezi čtyři reprezentativní anglické obrazy, které byly roku 1953 vyslány do Paříže na výstavu u příležitosti korunovace Alžběty II.